# Armitage III
Armitage III (яп. アミテージ ザ サード Амитэ:дзи дза Са:до) — OVA жанра киберпанк 1995 года, посвящённое Наоми Армитаж, высокотехнологичному андроиду «Третьего типа». Сценарий к аниме писал Тиаки Конака, автор позднее созданного аниме «Эксперименты Лэйн».
Фильм Armitage III: Poly-Matrix, дублированный на английский язык, является укороченной версией OVA. Второй фильм Armitage III: Dual-Matrix — это сиквел, продолжающий сюжет спустя несколько лет после оригинальной истории. Его режиссёром был Кацухито Акияма.
OVA было официально издано в России компанией MC Entertainment и выпущено под названием «Армитаж: Полиматрица». 27 июля 2003 года Первым каналом аниме демонстрировалось под названием «Боевик нового поколения „Полиматрица“».

## Сюжет
Сюжет напоминает «Бегущего по лезвию» и произведения Айзека Азимова.

### Armitage III
2046 год. Росс Силибас, полицейский из чикагского департамента полиции, прибывает в столицу Марса, который давно колонизирован, терраморфирован и заселён людьми и человекоподобными роботами, что на Земле запрещены. В одном из заданий Росс вступает в перестрелку с Даном Клодом при поддержке эксцентричной девушки-полицейской во фривольном наряде — Наоми Армитаж, которая стремится во что бы то ни стало поймать Дана. Тому, тем не менее, удаётся скрыться, а Россу вместе с Армитаж поручают расследовать дело о серийном убийце женщин, оказавшихся чрезвычайно продвинутыми киборгами так называемого «третьего типа», имеющими органическое тело и способными к полноценной жизни и размножению.

### Armitage III: Dual-Matrix
Прошло несколько лет после встречи Наоми и Росса, сменивших свои имена. Теперь они живут на Марсе как муж и жена, и у них есть маленькая дочь Йоко.
Неожиданно военные атаковали и уничтожили завод по производству роботов на Земле, заявив, что у тех роботов была заложена ошибка и они восстали против людей. Армитаж, получив истинную информацию об этом по сети, решает лететь на Землю и провести собственное расследование.
В это время на консервативной Земле разгораются антиандроидные настроения, стремящиеся подчинить и уничтожить всех андроидов, за права которых выступают на либеральном Марсе. Из серии андроидов третьего типа в живых осталась только Армитаж, чьё существование мешает жить дельцам из корпораций.

## Персонажи
Наоми Армитаж (яп. ナオミ・アミテージ Наоми Амитэ:дзи, Naomi Armitage) — нелегальный андроид «третьего типа», наиболее человечных роботов. Создателем Армитаж является доктор Асакура, которого она называет «папой». Росс Силибас становится её партнёром, когда присоединяется к Департаменту Полиции Марса. Она и Росс в конечном итоге влюбляются, у них рождается дочь Йоко. Имя героини может быть взято из романа 1984 года «Нейромант» Уильяма Гибсона, считающегося первым произведением в жанре киберпанк.
Роль озвучивали: Хироко Касахара (OVA), Элизабет Беркли (Poly-Matrix), Рёка Юдзуки (Dual-Matrix)
Росс Силибас (яп. ロス・シリバス Росу Сирибасу, Ross Sylibus) — полицейский, был переведён из Земного департамента полиции Чикаго после инцидента с роботом, который сделал его калекой и убил партнёра. Теперь он может ходить только используя кибернетическую ногу. Это стало причиной его ненависти к роботам. Во время своего задания он теряет руки, которые впоследствии будут заменены кибернетическими, что делает практически тем, кого он ненавидит. Вскоре он влюбляется в Наоми и решает помочь ей.
Роль озвучивали: Ясунори Масутани (OVA), Кифер Сазерленд (Poly-Matrix), Хикару Ханада (Dual-Matrix)
Рене Д'Анклод (яп. ルネ・ダンクロード Руне Данкулодо, Rune Dankurōdo) — Ученый. Когда-то работал вместе с доктором Асакурой. Создатель модели киборгов-убийц, которым передал свою внешность и характер. Стремится уничтожить все андроиды "Третьего типа". После его ранения и помещения в больницу под надзор полиции созданные им киборги продолжают убийства андроидов "Третьего типа".
Роль озвучивали: Накао Рюсэй (OVA)

## Аниме

### Armitage III
Четырёхсерийное OVA вышло в 1995 году. При дубляже его и издании в США сериал был переделан в полнометражный формат и выпущен под названием Armitage III: Poly-Matrix, став совместной работой японского и американского отделения студии Pioneer Animation, нацеленной на международную аудиторию. В самой Японии фильм был тоже выпущен, но только с японскими субтитрами, озвучивание оставалось на английском языке.
Фильм является укороченной версией OVA, в частности упрощены сюжеты отдельных убийств и практически полностью отброшена сюжетная линия, в которой в совершении преступлений подозревают Армитаж. Чтобы сгладить пробелы, образованные убранными сценами, были добавлены новые, например, расширено представление Армитаж в начале, ещё до её появления в космопорте. Звуковые эффекты для фильма были полностью перезаписаны американской Serafine Studios.
OVA было официально издано в США несколько лет спустя после выхода фильма. В России его изданием занималась компания MC Entertainment, выпустив под названием «Армитаж: Полиматрица». 27 июля 2003 года Первым каналом аниме демонстрировалось под названием «Боевик нового поколения „Полиматрица“». Также «Армитаж Полиматрица» была показана по телеканалу «2x2».
Список серий OVA
1. Electro Blood / Электро-кровь (50 мин.)
2. Flesh & Stone / Плоть и камень (30 мин.)
3. Heart Core / В сердце проблемы (30 мин.)
4. Bit of Love / Немного любви (30 мин.)

### Armitage III: Dual-Matrix
Второй фильм Armitage III: Dual-Matrix — это сиквел, продолжающий сюжет спустя несколько лет после оригинальной истории. Его режиссёром стал Кацухито Акияма.
Американское издание на DVD было осуществлено Pioneer Animation. Кроме самого фильма на диск вошло в том числе видео о том, как создавался фильм, а также галерея набросков персонажей.
NBCUniversal Entertainment Japan 30 ноября 2022 года выпускает ремастеринг OVA, Poly Matrix и Dual-Matrix на Blu-ray в формате 1,78:1 (оригинальный 1,33:1 и 1,85:1), со звуком LPCM 2.0 и 5.1 (японский и английский). В комплект также входят два компакт-диска и 12-страничный буклет.

## Критика
Хелен Маккарти в 500 Essential Anime Movies обращает внимание, что качество рисунка в Armitage III: Poly-Matrix «не соответствует стандартам для кинотеатров, но смотрится отлично на домашних экранах». Она отмечает отличный дизайн и диалоги, в то же время говоря, что «основной сюжет по сути пересказ Пиноккио — игрушка хочет стать настоящим человеком, или, в терминах научной фантастики, робот жаждет любви и принятия окружающими как личности, а не как вещи».
Обзоры T.H.E.M. Anime подчёркивают отличное для OVA качество рисунка и мастерскую музыку Хироюки Намба, отлично вплетающуюся в повествование.
Джули Дэвис в Anime Classics ZETTAI! 100 Must-See Japanese Animation Masterpieces отмечает, что сюжет произведения, в отличие от западных работ, не поднимает вопросов о том, где проходит грань между человеком и роботом, вместо этого в центре социальные последствия. Наличие у Армитаж «свободной воли» и «души» даже не ставится под сомнение. Это одна из особенностей всех аниме, которую можно увидеть и, например, в «Чобитах» — вопрос о том, что если роботы в состоянии демонстрировать те же эмоции, что и люди, то они должны иметь доступ к тем же правам и считаться членами общества.
Дэвис также выделила три особо запоминающиеся сцены: пиратскую трансляцию с убийствами андроидов третьего типа, напоминающую записи террористических казней; попытку двух уличных хулиганов напасть на «беззащитную» Армитаж и потом её погоню за одним из них, убегающим в ужасе; и визит на фабрику роботов, где PR-менеджер представляет андроидов, как существ, созданных для исполнения фантазий людей, для чего он демонстрирует андроида второго типа, внешне очень похожего на Сейлор Мун.
Как и в случае с большинством научно-фантастических произведений, вышедших после 1985 года, дизайн марсианского города Сан-Лориена очень схож с фильмом Ридли Скотта «Бегущий по лезвию», хотя в этом случае схожесть только поверхностная. Город является вертикальным мегаполисом с неоновыми вывесками, множеством платформ и дорог. Но несмотря на множество роботов и киборгов прочие технологии соответствуют XX веку: оружие использует пули, машины ездят по земле, даже население носит одежду, соответствовавшую современной моде.
Armitage III стал первым «голливудским» блокбастером среди аниме. К тому времени Akira и Ghost in the Shell тоже снискали успех на Западе, но Armitage III: Poly-Matrix стал первым фильмом, в котором было столько черт голливудских фильмов вплоть до подачи сюжета, наличия романа между двумя главными персонажами и большого количества взрывов в конце. Постановка была настолько западной, что многие детали фильма 2004 года «Я, робот» перекликаются с Armitage III, включая, например, ненависть к роботам персонажа Уилла Смита, схожую с отношением к ним Росса.
Большинство обозревателей рекомендуют фильм и OVA к просмотру всем любителям киберпанка, но Movie Gazette в то же время в своём обзоре полностью разгромило Poly-Matrix, посчитав фильм ниже всяких стандартов в плане сюжета и анимации и наполненным клише, а также плагиатом «Бегущего по лезвию», дав в итоге ему рейтинг 2 из 10.
Armitage III: Dual-Matrix более депрессивная работа. Несмотря на наличие в нём нескольких эффектных экшен-сцен, музыка Джулиана Мака не содержит того же заряда, что и работа Хироюки Намба для предыдущего произведения, а отсутствие харизматичного злодея и интриги о поиске героине её прошлого сделало сюжет довольно плоским. История оживает только в конце повествования, когда Армитаж воссоединяется с Россом. Большее количество экшена может объясняться участием в съёмках режиссёра Кацухито Акиямы, известного созданием боевиков таких, как Guyver и Bastard!, а также отсутствием в команде, работавшей над ним, сценариста Тиаки Конака. В то же время рецензент Anime News Network Бамбу Дон обращает внимание в своём обзоре также на сцены между матерью и дочерью — пусть между ними мало диалогов, но само построение сцен и выражения лиц заставляют зрителя понимать и проникаться отношениями персонажей. Смена актрисы озвучивания для Армитаж в английском дубляже с Элизабет Беркли на Джульетт Льюис создала впечатление, что семейная жизнь существенно сгладила большую часть мятежной природы Армитаж из первой части. Арсений Крылов в статье журнала «Мир фантастики» сравнивает второй фильм с Киану Ривзом в роли Нео из «Матрицы», тогда как первый — это он же в «Джонни-мнемонике», а также предлагает рассматривать оба фильма как примеры классического киберпанка и пост-кибербанка.

## Комментарии
1. ↑  Римская цифра III в названии является частью имени главной героини; название читается как «Армитаж Третья»[4][5][6].